# Camp de détection caribéen de la MLS
Le Camp de détection caribéen de la MLS (MLS Caribbean Combine) est un évènement sportif annuel co-organisé par la MLS et la CFU regroupant les meilleurs joueurs de football antillais âgés de 18 à 22 ans en vue de la MLS SuperDraft.
Cet évènement est organisé chaque année depuis 2014 lors des premiers jours de l'année, peu avant le camp détection de la MLS (MLS Player Combine) de Fort Lauderdale en Floride.

## Historique
Le camp de détection caribéen de la MLS a été créé à la suite de la signature d'un partenariat entre la CFU et la MLS le 14 novembre 2013, afin de favoriser l'émergence des jeunes talents caribéens au niveau professionnel.
Pour la première édition, les associations membres de la CFU proposent une liste de 32 joueurs parmi lesquels l'équipe technique de la MLS en sélectionne 24 qui sont invités à Antigue.
Pour la seconde édition, 19 joueurs de 17 associations membres de la CFU sont invités. Toutes les fédérations membres de la CFU ont la possibilité de proposer deux joueurs âgés entre 18 et 22 ans et c'est la MLS qui choisit parmi ces candidats, ceux qu'elle invite à ses frais au camp de détection. Pour cette deuxième édition, les dates du camp sont en conflit avec la préparation du championnat CONCACAF U20 débutant le 9 janvier à la Jamaïque. Certains des meilleurs joueurs de la région de cette classe d'âge ne sont ainsi pas disponibles.
Pour son édition 2016, le camp de détection caribéen de la MLS est à la demande de la CFU, décentralisée dans 3 îles distinctes de façon à maximiser le nombre de participants en limitant les coûts de déplacements. L'ancien international vincentais Ezra Hendrickson est le scout assigné par la MLS pour évaluer les talents caribéens lors de cette édition.
Pour son édition 2017, le camp de détection caribéen de la MLS fusionne avec le Championnat de la Caraïbe de football des moins de 20 ans qui se déroule à Curaçao du 21 au 30 octobre 2016.

## Éditions
| Année  | Date                    | Lieu                                                             | Nb de joueurs | Nb nations représentées | Participants notables                       | Joueurs retenus pour le MLS Combine | Joueurs repêchés                       |
| ------ | ----------------------- | ---------------------------------------------------------------- | ------------- | ----------------------- | ------------------------------------------- | ----------------------------------- | -------------------------------------- |
| 2014   | 2 au 4 janvier          | Antigua Recreation Ground Saint John's Antigua-et-Barbuda        | 24            | 16                      | Kemar Lawrence Quinton Griffith             | Quinton Christina Stefano Rijssel   | Stefano Rijssel (55e choix par SEA)    |
| 2015   | 2 au 5 janvier          | Estadio Juan Ramón Loubriel Bayamón Porto Rico                   | 19            | 17                      | Jermaine Woozencroft                        | Jean Carlos López                   | aucun                                  |
| 2016-1 | 13 au 16 décembre       | Warner Park Basseterre Saint-Kitts                               | 24            | 6                       | Tevaughn Harriette                          | Jorginho James                      | aucun                                  |
| 2016-2 | 17 au 20 décembre       | Curaçao                                                          | 24            | 5                       | Delon Lanferman                             | aucun                               | aucun                                  |
| 2016-3 | 1er au 4 janvier        | Stade Pierre-Aliker Fort-de-France Martinique                    | 24            | 10                      | Lejuan Simmons Jordy Delem Romario Harewood | Jean-Manuel Nédra                   | aucun                                  |
| 2017   | 21 au 30 octobre        | Stade Ergilio-Hato Willemstad Curaçao                            | ?             | 8                       |                                             |                                     |                                        |
| 2018   | 9 au 11 janvier         | Sawgrass Hotel and Suites Sports Complex Fort Lauderdale Floride | 23            | 16                      | Thierry Catherine                           |                                     |                                        |
| 2019-1 | 15 au 18 octobre (2018) | Kingston Jamaïque                                                | 20            | ?                       | Raejae Joseph                               | Peter-Lee Vassell                   | Peter-Lee Vassell (40e choix par LAFC) |
| 2019-2 | 22 au 25 octobre (2018) | Sir Garfield Sobers Sports Complex Bridgetown Barbade            | 20            | ?                       | Vino Barclett                               |                                     |                                        |
| 2020   | 2 au 4 décembre (2019)  | Kingston Jamaïque                                                | ?             | ?                       | Andre Fletcher Akeem Chambers               |                                     |                                        |